# Великий Відень

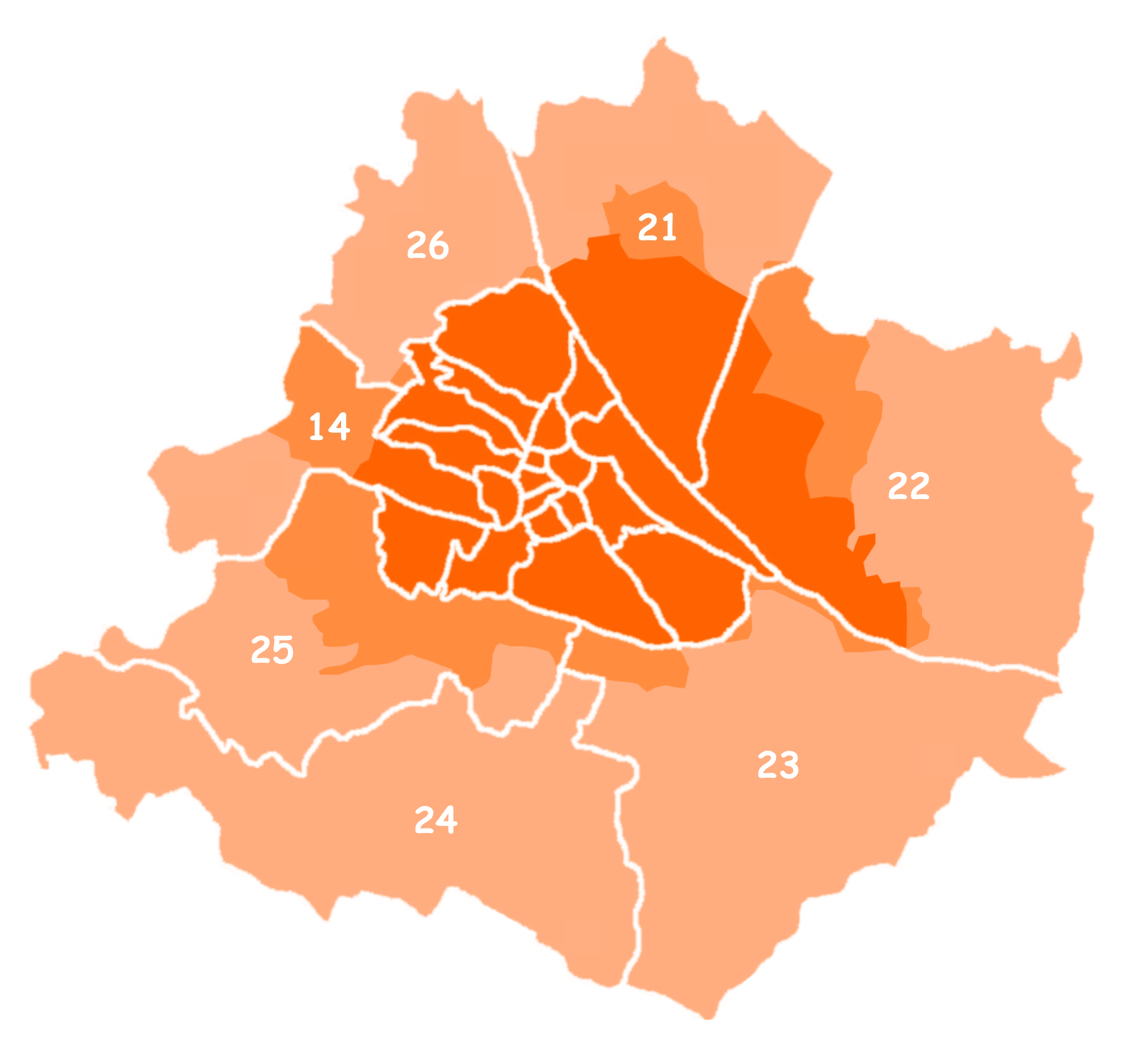
Карта Великого Відня доби нацизму.

Великий Відень (нім. Groß-Wien) — назва на позначення збільшеного за рахунок укрупнення громад міста Відень. 
Перші спроби створити Великий Відень сягають часів Габсбурзької монархії. Після аншлюсу Федеративної Держави Австрії нацистською Німеччиною у 1938 році Відень було розширено до розмірів «найбільшого міста Райху за площею», а 1 травня 1939 Великий Відень офіційно почав іменуватися райхсгау Відень.
Нині термін «Великий Відень» здебільшого використовується, щоб означити велику область навколо Відня, до меж якої місто було розширено в добу нацистського панування. 1954 року за часів окупації Австрії союзниками межі міста здебільшого було повернуто до попереднього стану. 
Розширення в нацистську епоху досі впливають на місцеву інфраструктуру. У межах залишеної місту території деякі вчинені в рамках того проєкту зміни у поділі на райони були збережені.